# Домичелла
Домичелла (итал. Domicella) — коммуна в Италии, располагается в регионе Кампания, в провинции Авеллино.
Население составляет 1561 человек, плотность населения составляет 260 чел./км². Занимает площадь 6 км². Почтовый индекс — 83020. Телефонный код — 081.
Покровителями коммуны почитаются святитель Николай Мирликийский и святитель Григорий Великий, папа Римский, празднование 26 мая.